# Осинський Антон
Анто́н Оси́нський, або Осінський (пол. Antoni Osiński, бл. 1720 — бл. 1765 чи 1770) — львівський скульптор доби рококо. Швагер Петра, Івана та Матвія Полейовських.

## Біографія
Народився в м. Збаражі[джерело?] (нині Тернопільська область, Україна). Був сином Валентина (Валентія) і Катерини (Катажини).
За даними Збігн. Горнунга, розпочав навчання в Томаса Гуттера, який у 1736—1740 роках доїжджав з Ярослава до Львова (Дмитро Крвавич вважав, що правдоподібно навчався в Т. Гуттера, за іншими, ймовірно був його учнем). Однак Якуб Сіто стверджує, що складно зрозуміти причини, які дозволили Горнунгу ствердити про навчання Осинського в Гуттера, бо вони представляли «два інші світи, два інші мистецькі світогляди». За Горнунгом, закінчив навчання в Бучачі перед 1750 роком в майстерні Йогана Пінзеля, про що свідчить багато стилістичних запозичень. На думку Д. Крвавича, перед 1750 роком працював у майстерні Пінзеля у Бучачі, що справило значний вплив на подальшу творчість. Однак Ян К. Островський вважав, що відсутні підстави, які б вказували на зв'язок Осинського з майстернею Пінзеля.
У 1754 році уклав угоду щодо виготовлення головного вівтаря для костелу в Лешневі. 3 вересня 1756 року після люстрації королівських комісарів разом з іншими художниками та різьбярами отримав розпорядження підпорядковуватись цеховим приписам. Наступного — 1757 року — разом зі скульпторами Матвієм Полейовським, Іваном Оброцьким, Семеном Старевським, Антоном Штилем виступав відповідачем у справі несплати цехових податків. 1762 року у майстерні Осинського працювали Михайло Філевич, Матвій Полейовський, Іван Оброцький, Йосиф Ридванський, Павло Пйотрковський. Виконувались замовлення пов'язані переважно із чином бернардинців.
Мешкав, як і багато інших львівських скульпторів, на Краківському передмісті Львова біля костелу Марії Сніжної. 7 квітня 1764 року за митцями М. Полейовським, І. Оброцьким, С. Старевським, А. Штилем гродський каптуровий суд закріпив право носити шаблю чи шпагу, що підтверджувало високий статус у тогочасній суспільній ієрархії, і було свого роду нобілітацією. Крім того, це рішення намагалось відмежувати їх як вправних майстрів, представників так званого «вільного мистецтва», від «звичайних» цехових ремісників. Однак 11 лютого 1771 року Рада Львова знову розпорядилася, що всі вище названі майстри мають вступити до цеху. Через відсутність серед них Осинського Збігнев Горнунг зробив припущення, що майстра вже не було серед живих.
Помер після 1765 року. Точна дата і місце смерті не відомі.
Із приблизно 1746 року був одружений із рідною сестрою братів Полейовських Розалією. Діти: Станіслав Костка, Зоф'я, Анзельм Войцех, Евзебіуш Яцек, Гелена, Марцін Вінцентій Ігнацій. 15 січня 1777 року вдова майстра призначила аж 6 осіб уповноваженими щодо спадку чоловіка.

### Роботи
Припускають, що він змінив стиль виконання своїх робіт протягом життя.
- Статуї головного вівтаря домініканського костелу Божого Тіла у Львові. Ймовірно, найбільш ранній цикл робіт скульптора.[7]
- «Це людина» з львівського домініканського костелу Божого Тіла (1760–1764).
- Табернакль (1752), невдовзі — статуї Арона і Мелхіседека і головного вівтаря костелу в Лежайську.[2] Вівтарі у бокових навах і при стовпах головної нави (1755–1758). Статуї суттєво різняться за технічним рівнем виконання, що, ймовірно, пояснюється роботою цілої бригади майстрів під керівництвом Ан. Осинського.
- Розп'яття в головному вівтарі львівського костелу кармеліток черевичкових (близько 1753).
- Комплекс із трьох вівтарів та амвон костелу в Лешневі (1755–1758). Авторство підтверджується документально.
- Цикл скульптур для вівтарів костелу св. Антонія при монастирі бернардинів у Збаражі (1756–1759). Відносять до найвищих досягнень Ан. Осинського. Збережені лише два бокові, головний (центральний) вівтар знищено пожежею у XVIII ст.[10]

### Роботи, що приписуються
- Скульптури вівтарів св. Йосифа і св. Валентина у костелі в Наварії (1768). Тут Осинський, ймовірно, співпрацював із Матвієм Полейовським — автором більшості оздоб костелу.[8] Однак Ян К. Островський вважав, що відсутні дані, які б дозволили ствердити про виконання Осинським (також Пінзелем) робіт у костелі.[11]
- Вісім пар статуй святих у підкупольному просторі костелу домініканців у Львові (1759—1764).
- Горнунг вважав, що правдоподібно був автором маньєричних скульптур Архистратига Михаїла та янгола-охоронця в головному вівтарі костелу в Монастириськах (бл. 1752);[2] Ян К. Островський (вважає, що порівняльний аналіз свідчить про відсутність зв'язку між підтвердженими архівно працями Осинського та статуями в костелі) стверджував, що Горнунг приписав фігури в костелі Осінському й «боронив своє становище» протягом кількох десятиліть, незважаючи на архівні докази, наведені Т. Маньковським.[12]
- Дерев'яні статуї святих Августина й Домініка над аркадами капланського і музичного хору, також вісім пар головних представників ордену Авгутиніанців під тамбуром куполу в домініканському костелі Львова після пожежі 1766 року. З. Горнунг (автор атрибуції) стверджував, що це — «останній прояв творчої діяльності» майстра, в роботах помітне певне вичерпання творчих сил автора.[6] Тадеуш Маньковський стверджував, що Себастьян Фесінгер брав значну участь у створенні серії з 18 дерев'яних різьблених статуй (розташованих під куполом львівського костелу Божого Тіла) ченців різних орденів, що жили згідно із законом св. Августина.[13]